# 渡辺順子 (モデル)
渡辺 順子（わたなべ じゅんこ、1987年1月17日　- ）は、日本の女性モデルで、元レースクイーン。
栃木県宇都宮市出身。プリッツコーポレーション所属。愛称は、なべじゅん。

## 略歴
高校卒業後、アパレルメーカーに勤務し、婦人服のデザインなどをしていたが、退社後の2008年に知人の紹介でモデル・イベントコンパニオンの仕事を始める。富士スピードウェイのイメージガール「クレインズ」の2012年度メンバーを経て、レースクイーンとしての活動を本格化する。
モデル業の傍ら、ダンスユニット「modeA」（モードエー）に“JUNO”として参加している。
2015年8月21日、東京オートサロンのイメージガール「A-class」の2016年度メンバーに選ばれた。開催期間中の2016年1月17日に29歳の誕生日を迎える事となり、歴代のA-classとしては最年長記録だったが、その後2020年9月に行われた2021年度メンバーのセレクションにより、同年度のA-classに選ばれた林紗久羅（1989年12月10日生）に最年長記録の座を明け渡している。
その後レースクイーンを卒業してモデル業がメインとなり、雑誌「GOLF TODAY」のイメージガールに当たる『GTバーディーズ』としての活動のほか、「日本レースクイーン大賞」では2016年（第7回）から3年連続で表彰式のオフィシャルMC（司会）を務めていた。また2017年4月3日からZFモータースポーツ・アンバサダーに就任し、2018年も継続。
2019年9月4日、ラジオ番組『KIBA BREEZE!!!』において結婚・妊娠を発表した。産休に伴い、先述の日本レースクイーン大賞授賞式の司会は水村リアと安東弘樹が引き継いだ。その後出産を経て、2020年8月26日放送の『KIBA BREEZE!!!』（ゲスト：沢すみれ）で1年ぶりにラジオ復帰し、同9月23日の『ギャルパラTV 東京オートサロン2021イメージガール“A-class”セレクション ファイナリストPR生放送』MCで配信番組への復帰を果たした。

## 人物
- 自称（他薦）「栃木のガッキー」（1000枚に1枚ガッキーに似てる写真撮れるらしい）[16]。
- 母親が福島県出身。兄が1人いる[17]。
- 趣味は神社仏閣めぐり、ゴルフ、ヨガ。特技はダンス、足裏マッサージ。

## 作品

### アルバム
- TOKYO AUTOSALON 2016 presents EVOLUTION #12（avex trax、オートサロン会場限定販売）
  - Let's Get A Party Time
  - Jumpin' -2016 Version-

## 活動

### レースクイーン・イメージガール
| 年度            | ユニット名                                     | 他メンバー                     |
| --------------- | ---------------------------------------------- | ------------------------------ |
| 2012年          | 富士スピードウェイイメージガール「クレインズ」 | ますあや、南友香               |
| 2013年          | SUPER GT「ENEOS GIRLS」                        | 真矢                           |
| 2013年          | D1グランプリ「GOODYEARエンジェル」             | 葵ゆりか、葉月みなみ、美藤桜子 |
| 2014年 - 2015年 | SUPER GT「ENEOS GIRLS」                        | 橘沙奈                         |

### ラジオ番組
- KIBA BREEZE!!!（レインボータウンFM、2016年4月～）[18]

### 雑誌
- 三栄「GOLF TODAY」GTバーディーズ（2014年4月～）[8]

### イベント
| イベント名           | 出演年/参加ブース名 |
| -------------------- | --- |
| 東京オートサロン     | 2011年：ハイパーレブ N’sステージ 2012年：ジムニーワールド N’sステージ 2014年：avex/d videoキャンペーンガール 2015年：三菱自動車工業                                          |
| 東京モーターショー   | 2009年：日本発条 2011年：カワサキモータースジャパン（KAWASAKI） 2013年：トヨタ自動車東日本                                                                                   |
| 東京ゲームショウ     | 2010年：日本工学院 2011年：バンダイナムコゲームス 2012年、2013年、2014年：カプコン 2016年：ネクソン 2018年：カプコン「モンスターハンター フロンティアZ」スペシャルステージMC |
| エコプロダクツ展     | 2014年、2015年：日本通運 |
| CP+                  | 2011年：オリンパス 2012年：日本写真映像用品工業会 2015年、2016年、2017年：富士フイルム                                                                                       |
| CEATEC JAPAN         | 2009年、2010年：村田製作所 |
| ジャパンゴルフフェア | 2014年：テーラーメイドゴルフ |
| リテールテック       | 2017年：Posiflex Japan |